# Henri de Toulouse-Lautrec
Henri Marie Raymond de Toulouse-Lautrec-Monfa (født 24. november 1864 i Albi, død 9. september 1901 Saint-André-du-Bois, Frankrig ) var en fransk maler.
Han er kendt for plakater og malerier med motiver fra teater- og varietéverdenen med dansende kvinder. Og med pastis og vin på bordet.
| - Fotos - "Toulouse maler Lautrec" , fotomontage af Maurice Guibert, ca. 1891 - Bildede taget af Maurice Guibert, ca. 1887 - Bildede taget af Maurice Guibert, ca. 1894 - Toulouse-Lautrec med en nøgenmodel i studiet, foto af Maurice Guibert, ca. 1895 |

| - Portrætter - Madame Suzanne Valadon, 1885 - Susane Valadon, 1886-87 - Suzanne Valadon, ca. 1888 - La Toilette, 1889 - På caféen La Mie, 1891 A la Mie - Danseren Jane Avril, 1892 - Louis Pascal, 1893 - Yvette Guilbert, 1894 (sanger og skuespiller) Yvette Guilbert salue le public - Yvette Guilbert, 1894 - Yvette Guilbert, 1894 - Maxime Dethomas, 1896 Maxime Dethomas: Au Bal de l'Opera |

| - Malerier - Au Moulin de la Galette (1889) - Bal au Moulin Rouge (1890) - Au moulin rouge (1892) - Monsieur Boileau, (1893) - Allegori: Livets forår, 1893 Allégorie: Le printemps de la vie - Salon Rue des moulins, (1894) - Paneler til Goulue-kasernen ved Foire du Trône i Paris, 1895 Panneaux pour la baraque de la Goulue, à la Foire du Trône à Paris |

| - Plakater - Moulin rouge - La Goulue (1891) - La troupe de Mlle Eglantine - Aristide Bruant - Jane Avril |